# Laakajärvi (sjö i Finland)
Laakajärvi är en sjö i Finland. Den ligger i kommunerna Sotkamo, Kajana och Sonkajärvi i landskapen Kajanaland och Norra Savolax, i den centrala delen av landet, 400 km norr om huvudstaden Helsingfors. Laakajärvi ligger 164,4 meter över havet. Den är 25 meter djup. Arean är 34,68 kvadratkilometer och strandlinjen är 84,78 kilometer lång. Sjön  ingår i Vuoksens huvudavrinningsområde.   I omgivningarna runt Laakajärvi växer i huvudsak blandskog. Den sträcker sig 16,0 kilometer i nord-sydlig riktning, och 11,7 kilometer i öst-västlig riktning.
I övrigt finns följande i Laakajärvi:
- Metsosaari (en ö)
- Sikosaari (en ö)
- Murtosaari (en ö)
- Jakunsaaret (en ö)
- Havukkasaari (en ö)
- Auvinen (en ö)
- Lapinsaari (en ö)
- Malkosaari (en ö)
- Saunasaaret (en ö)
- Pieni Ahosaari (en ö)
- Hyyvönsaari (en ö)
- Torakkasaari (en ö)
- Selkäsaari (en ö)
- Pitkäsaari (en ö)
- Lehtosaari (en ö)
- Sääskisaaret (en ö)
- Paalkivi (en ö)

I övrigt finns följande vid Laakajärvi:
- Kivijärvi (en sjö)